# 徳力 (北九州市)
徳力（とくりき）は、福岡県北九州市小倉南区の地名。近隣の地域を含めるケースもある。

## 地理・概要
小倉南区北西部の国道322号線を挟む地域にあり、北九州モノレールで小倉駅からおよそ15分で到着する。
かつては郊外の田園地帯であったが、1960年代後半から、当時の日本住宅公団（現・都市再生機構）によって大規模な住宅団地（徳力団地、総戸数約2,400戸）が作られたことを契機として、以後周辺地域を含めおよそ30年にわたって土地区画整理事業が行われた。
そのような経緯から、狭義では徳力一丁目から七丁目まで・徳力団地ならびに徳力新町一丁目と二丁目を「徳力」とするが、その一部に旧大字南方を含んでいることから、南方一丁目から五丁目まで、更には北隣の守恒・守恒本町の全部と企救丘の一部までも「徳力」として含めることがある。

## 狭義徳力地区の主要施設等
- 徳力団地
- 神理教本部
- 北九州モノレール徳力公団前駅・徳力嵐山口駅
- 北九州市立徳力小学校
- 福岡銀行徳力支店
- 西日本シティ銀行徳力支店
- 小倉徳力郵便局・小倉徳力新町郵便局
- ハローデイ本部・徳力本店
- パナソニック リビング ショウルーム 北九州

## 徳力の名を有する主要施設等
「広義徳力地区」に所在する施設とする。
- ドコモショップ徳力店（守恒）
- ナフコ徳力店（守恒）
- ベスト電器徳力店（守恒）

かつてあった施設
- ダイエー徳力店・徳力アピロス専門店街（守恒、跡地：サンリブもりつね ほか）
- デオデオ徳力店（守恒本町、移転してエディオンサンリブもりつね店、跡地：コスモス薬品守恒店）
- イオン九州 イオン徳力店（旧徳力サティ・守恒、跡地：マルショク新守恒店）